# Danny Henriques
Danny Agostinho Henriques (nascut el 29 de juliol de 1997) és un futbolista professional portuguès que juga com a defensa central a l'AEK Làrnaca.

## Carrera de club
Henriques va néixer a Rotterdam, als Països Baixos. de pares portuguesos. Va jugar al futbol base amb l'SBV Excelsior i el SC Cambuur, abans de marxar a Portugal amb la UD Vilafranquense a la tercera divisió.
El 13 de juny de 2018, Henriques va signar un contracte de tres anys amb l'Belenenses SAD, per jugar inicialment amb l'equip sub-23. Va debutar a la Primera Lliga el 8 de febrer de 2020, substituint primerencament el lesionat Nuno Coelho en una derrota a casa per 0-2 contra el CD Santa Clara. Va marcar el seu primer gol el cap de setmana següent, inaugurant la victòria fora de casa per 2-1 davant el Boavista FC, tot i que després va ser expulsat per dues targetes grogues.